# Краснознаменне
Краснознаме́нне (каз. Краснознаменное) — село у складі Мамлютського району Північноказахстанської області Казахстану. Адміністративний центр Краснознаменського сільського округу.
Населення — 684 особи (2021; 865 у 2009, 969 у 1999, 1318 у 1989).
Національний склад станом на 1989 рік:
- росіяни — 100 %.

Колишня назва — Совхоз Мамлютський.